# Burg Valjala
Die Burg Valjala  ist die Ruine einer Niederungsburg etwa 700 m südlich von Valjala auf der Insel Saaremaa in Estland. Zur Zeit ihrer Erbauung im 12. Jahrhundert war sie die wichtigste Festung auf Saaremaa. Mit der Kapitulation der Burg im Jahr 1227 war die Eroberung von Estland durch den Deutschen Orden abgeschlossen.

## Beschreibung

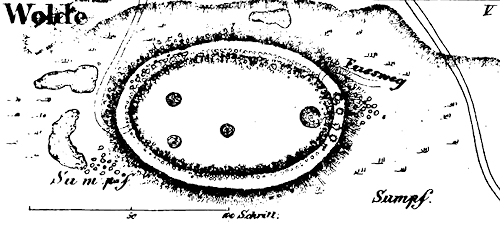
Grundriss der Burg von Friedrich Kruse

Die Burg war eine Ringburg mit einem Innenhof und einer Fläche von 3600 m². Sie stand, als einzige aus Stein erbaute Burg der Insel, oberhalb des nahen Flusses Lõve, einer viel genutzte Wasserstraße. Sie hat eine leicht ovale Form mit Abmassen etwa von 120 m Länge und 110 m Breite. Die Höhe der Mauern ist innen etwa 3–6 m und außen etwa 5–8 m. Im Burghof befindet sich ein Brunnen aus Kalkstein.
Ausgrabungsfunde, wie eiserne Nägel, deuten darauf hin, dass die Burg nach dem Kreuzzug weiter genutzt wurde. Die Burg wurde wahrscheinlich nach gescheiterten Rebellionen 1236–1241 oder 1260–1261 geschleift.
Die Ruinen der Burg wurden erstmals 1895 von Sergej Bogojavlensik und P. P. Stackelberg untersucht. Bei zwischen 1962 und 1964 von Aita Kustin geleiteten Ausgrabungen wurden mehrere Gebäudefundamente und Grundrisse von Kochstellen entdeckt. Des Weiteren fand man Armbrustbolzen, die von der Belagerung 1227 stammten.